# 석사초등학교
석사초등학교는 대한민국 강원특별자치도 춘천시 석사동에 있는 초등학교다.

## 학교 연혁
- 1968.03.02 석사국민학교 설립인가
- 1969.04.10 석사국민학교 개교
- 1970.02.23 제1회 졸업식
- 1996.03.01 석사초등학교 교명 변경
- 2014.03.01 제17대 최준용 교장 취임
- 2015.02.13 제46회 졸업식
- 2015.03.01 실습 대용학교 지정